# كوليش
ميشال كولوتشي (باالفرنسية:Micheal colucci) ويلقب با كوليش (coluche) ممثل فرنسي هزلي-فكاهي وكوميدي من أصل إيطالي ولد يوم 28 أكتوبر 1944،با
الدائرة الرابعة عشر في باريس. ذاع صيته في بداية السبعينيات,
من أشهر أعماله الجناح والفخذ ( l'aîle ou la cuisse) سنة 1976 مع لويس فونيه وعتبة الليل (Tchao pantin) ل المخرج الفرنسي كلود بيري والذي فاز على إثره ب جائزة سيزار لأفضل ممثل سنة 1984,، توفي يوم 19 جوان 1986 بمدينة اوبيو ، يمتلك مكانة خاصة في قلوب الفرنسيين فهو يعتبر رَمْزًا من رموزهم الثقافية

## روابط خارجية
- كوليش على موقع IMDb (الإنجليزية)
- كوليش على موقع روتن توميتوز (الإنجليزية)
- كوليش على موقع ألو سيني (الفرنسية)
- كوليش على موقع ميوزك برينز (الإنجليزية)
- كوليش على موقع أول موفي (الإنجليزية)
- كوليش على موقع قاعدة بيانات الأفلام السويدية (السويدية)
- كوليش على موقع إن إن دي بي (الإنجليزية)
- كوليش على موقع ديسكوغز (الإنجليزية)
- كوليش على موقع قاعدة بيانات الفيلم (الإنجليزية)
- كوليش على موقع كينوبويسك (الروسية)